# Club de Fútbol Cobras de Ciudad Juárez
Il Cobras de Ciudad Juárez, noto in passato come Cobras de Querétaro, è stata una società calcistica messicana con sede a Ciudad Juárez.

## Storia

### Cobras de Querétaro
Il club fu fondato nel 1983 dall'emittente televisiva Televisa che acquistò il Brujas de Coatzacoalcos, club militante in Segunda División, spostandone la sede a Santiago de Querétaro e rinominando la squadra Cobras de Querétaro.
Dopo due stagioni in cui riuscì a qualificarsi ai playoff, nel campionato 1985-1986 raggiunse la finale dove sconfisse il Pachuca per 3-1 nel doppio confronto centrando la promozione in Primera División. Il club restò nella massima divisione messicana solo una stagione, al termine della quale retrocesse e la franchigia venne spostata nella città di Ciudad Juárez.

### Cobras de Ciudad Juárez
Rinominata Cobras de Ciudad Juàrez dopo il cambio di sede, la società riuscì a vincere il campionato cadetto al primo tentativo dopo aver sconfitto il León in finale al termine del campionato 1987-1988. 
I Cobras restarono in massima divisione per quattro stagioni senza mai riuscire a qualificarsi per la Liguilla finale, cogliendo due dodicesimi ed un diciassettesimo posto, prima di retrocedere nuovamente al termine del campionato 1991-1992 concluso all'ultima posizione.
Il club giocò le successive due stagioni nella seconda serie del paese arrivando in semifinale della Liguilla nel 1993. Al termine del campionato 1993-1994 il club fallì per colpa di problemi economici, e non riuscì ad iscriversi alla neonata Primera A.
Nel 2001 il Monterrey acquistò il Tigres Ciudad Juárez nell'ambito di uno scambio fra filiali con il Tigres cambiandone il nome in Cobras, fatto che lo rese la prosecuzione del club scomparso 7 anni prima. Nella serie cadetta disputò altre 4 stagioni per un totale di 8 tornei, raggiungendo come miglior risultato la finale di Liguilla al termine dell'Apertura 2003 quando fu sconfitto ai calci di rigore del Dorados.
Al termine del torneo di Clausura 2005 il club scomparve definitivamente in quanto la franchigia venne riacquistata dal Tigres UANL che ne spostò la sede rinominandolo Tigres Los Mochis.

## Cronistoria del nome
- Cobras de Querétaro: (1983-1987) Nome originario della squadra
- Cobras de Ciudad Juárez: (1987-2005) Nome assunto dopo il trasferimento a Ciudad Juárez

## Palmarès

### Competizioni nazionali
- Seconda divisione messicana: 2

1985-1986, 1987-1988

### Altri risultati
- Copa México

Finalista: 1991-1992
- Seconda divisione messicana

Finalista: Apertura 2003